# Leap Motion
Le Leap Motion (ou Leap Motion Controller) est un dispositif de Capture de mouvement des mains, pour la réalité virtuelle, créé par Leap Motion, Inc. Le dispositif existe sous différentes formes, directement intégré au casque VR (projet Dragonfly), ou sous forme d'un dispositif que l'on peut fixer (VR Developer Mount).

## Développement
Leap motion est une technologie qui a commencé à être développée en 2008, par Michael Buckwald et David Holz.
En octobre 2012, la société Leap Motion, Inc. lance la version 1 de son logiciel, et envoie des Leap Motion controller aux développeurs d'applications. Ils en envoient près de 12 000.
En juillet 2013, la version commerciale du Leap Motion Controller est lancée.
Le 28 mai 2014, la 2e version logiciel du Leap Motion est sortie pour les développeurs, en bêta publique apportant une meilleure reconnaissance, une meilleure précision, une lumière mieux gérée etc.
En mars 2015, la société Leap Motion, Inc. annonce que l'OSVR HDK pourra inclure, en option, la technologie Leap Motion,.
En mai 2019, la société Leap Motion est rachetée par UltraHaptics pour 27 millions d’euros[réf. nécessaire].

## Matériel
Le Leap Motion Controller est un objet qui mesure 13 mm x 30 mm x 76 mm (Hauteur x largeur x Longueur) qui pèse 45 g, il coûte 89,99 $, il se présente sous la forme d'un dispositif qui se branche en USB, il peut aussi s'accrocher en achetant un VR Developer Mount.

## Logiciel
Leap Motion SDK est un ensemble d'outils pour développer des applications avec le Leap Motion Controller.

Leap Motion dispose d'intégration dans les bibliothèques Unity et Javascript et est compatible avec Unity 4 à l'aide un plugin.

Leap Motion Image API est un logiciel pour accéder aux données brutes du Leap Motion Controller, et aux données d'autres périphériques comme la webcam.

## Partenariats
- Début 2013, Asus s'est associé avec Leap Motion pour intégrer sa technologie à de nouveaux ordinateurs portables haut de gamme[12].
- En 2013, HP s'est associé avec Leap Motion pour commercialiser un PC qui embarque la technologie Leap Motion, le HP ENVY17 Leap Motion SE[13].
- Leap Motion, Inc. s'est associé avec le projet OSVR (Open Source Virtual Reality), notamment avec l'implémentation de son système, en option, sur le casque Razer OSVR[14].

## App Store: Airspace
Airspace est un magasin d'applications dédiées aux périphériques Leap Motion. Lancé le 22 juillet 2013, il disposait à son ouverture de près de 100 applications, en novembre 2013 ce chiffre s'élevait à 150 applications.

## Leap Motion 3D Jam
Le Leap Motion 3D Jam est un concours de création avec une récompense en 2014, de 30 000 $, en 2015, de 50 000 $.

## Réception
Plus de 500 000 unités de Leap Motion Controller ont été vendues à la fin de la 1re année de la commercialisation du produit.

## Contenu compatible
- SightLine : The chair par Tomáš Frooxius Mariančík
- Démos : Mega Creature Smash, Graffiti 3D, Pokemon VR
- Google Earth[20].